# Râul Arieșul Mic
Râul Arieșul Mic este un curs de apă, afluent al râului Arieș.

## Hărți
- Harta județului Alba
- Harta munților Apuseni
- Harta munților Bihor-Vlădeasa Arhivat în 9 iunie 2008, la Wayback Machine.